# Francesco Sisci
Francesco Sisci (Taranto, 1960. augusztus 5. –; kínai neve pinjin hangsúlyjelekkel: Xī Shì; magyar népszerű: Hszi Si; kínaiul: 郗士) olasz sinológus, szerző és újságíró, aki Pekingben él és dolgozik. Jelenleg az Il Sole 24 ORE és Asia Times külső munkatársa, ez utóbbinál saját rovatot vezet Sinograph címmel. Gyakran szerepel a CCTV és Phoenix TV-ben mint a nemzetközi ügyek szakértője.

## Tanulmányai
Olaszországban Tarantóban született 1960-ban. A velencei Università Ca' Foscari Venezia egyetemen szerzett diplomát, ahol kínai nyelvre szakosodott. Ezt követően tanult a Londoni Egyetem Orientalisztika és Afrika Tanulmányok Karán (SOAS) és 1988-ban ő lett az első külföldi, aki felvételt nyert a Kínai Társadalomtudományi Akadémiára (Kína legfőbb kutatóintézetébe), ahol megszerezte doktoriját kínai klasszikus filológia és filozófiából „a gondolkodás racionalizálása és politikai párbeszéd a korai motizmusban”címmel.

## Munkássága
Pályáját az Agenzia Nazionale Stampa Associata (ANSA) tudósítójaként kezdte Pekingben. Később az Asia Times Nagy-Kína (Kína, Hong Kong, Makaó és Tajvan) tudósítója lett. Több komoly olasz lap tudósítójaként, mint példáula a Il Sole 24 ORE, Corriere della Sera, majd később a La Stampa. Az olasz Környezetvédelmi Minisztérium vezető-tanácsadója Kínában 1999 óta és az ő nevéhez fűződik a legfontosabb Kínával való környezetvédelmi együttműködés, az olasz-kínai Környezetvédelmi Együttműködés kereteinek megalkotása. Két évig volt a kínai Olasz Kultúrintézet igazgatója. 2004 óta ő a legnagyobb együttműködési program koordinátora Olaszország és a Központi Pártiskola (az a felsőoktatási intézmény, amely kifejezetten a Kínai Kommunista Párt számára képez tisztviselőket) között.

## Magyarul
Francesco Sisci írásaiból a Mandiner közölt válogatást. Merre tar Kína? címen a Közép- és Kelet-európai Történelem és Társadalom Kutatásáért Közalapítvány 2015-ben könyvformában jelentette meg írásait.
- Merre tart Kína? A nagy átváltozás; ford. Horváth Judit; Közép- és Kelet-európai Történelem és Társadalom Kutatásáért Közalapítvány, Bp., 2015

## Elismerések
- 2005 – kitüntették az Olasz Köztársaság Érdemrendjével
- 2006 – a kínai Társadalomtudományi Akadémia (CASS) tiszteletbeli professzorává avatták klasszikus kínai tanulmányok doktoraként